# Меріон (округ, Іллінойс)
Шаблон:StateAbbr_ 38°39′ пн. ш. 88°55′ зх. д. / 38.65° пн. ш. 88.92° зх. д.
Округ  Меріон (англ. Marion County) — округ (графство) у штаті  Іллінойс, США. Ідентифікатор округу 17121.

## Історія
Округ утворений 1823 року.

## Демографія
За даними перепису 
2000 року 
загальне населення округу становило 41691 осіб, зокрема міського населення було 24297, а сільського — 17394.
Серед мешканців округу чоловіків було 20086, а жінок — 21605. В окрузі було 16619 домогосподарств, 11487 родин, які мешкали в 18022 будинках.
Середній розмір родини становив 2,97.
Віковий розподіл населення поданий у таблиці:
| Стать    | До 15 років | 15-21 | 22-29 | 30-39 | 40-49 | 50-65 | 65-85 | Понад 85 |
| -------- | ----------- | ----- | ----- | ----- | ----- | ----- | ----- | -------- |
| Чоловіки | 4533        | 2012  | 1854  | 2696  | 2945  | 3306  | 2438  | 302      |
| Жінки    | 4182        | 1941  | 1813  | 2837  | 3076  | 3571  | 3377  | 808      |

## Суміжні округи
- Фаєтт — північ
- Клей — схід
- Вейн — південний схід
- Джефферсон — південь
- Вашингтон — південний захід
- Клінтон — захід

## Виноски
1. ↑  U.S. Decennial Census. United States Census Bureau. Архів оригіналу за 26 квітня 2015. Процитовано 7 липня 2014.
2. ↑  Historical Census Browser. University of Virginia Library. Архів оригіналу за 11 серпня 2012. Процитовано 7 липня 2014.
3. ↑  Population of Counties by Decennial Census: 1900 to 1990. United States Census Bureau. Архів оригіналу за 24 квітня 2014. Процитовано 7 липня 2014.
4. ↑  Census 2000 PHC-T-4. Ranking Tables for Counties: 1990 and 2000 (PDF). United States Census Bureau. Архів (PDF) оригіналу за 18 грудня 2014. Процитовано 7 липня 2014.
5. ↑  State & County QuickFacts. United States Census Bureau. Архів оригіналу за 7 червня 2011. Процитовано 7 липня 2014.(англ.) Наведено за англійською вікіпедією.
6. ↑  American FactFinder. Бюро перепису населення США. Архів оригіналу за 26 лютого 2012. Процитовано 31 січня 2008.

| США | Це незавершена стаття з географії США. Ви можете допомогти проєкту, виправивши або дописавши її. |